# 尼克希奇
尼克希奇是位於蒙特內哥羅西部尼克希奇市鎮内的城市及其行政中心。根據2003年的人口普查，尼克希奇有人口58,212人。整个市镇有人口75,282人。尼克希奇也是蒙特內哥羅第二大城市，僅次於首都波德戈里察，是一個重要的工業、文化和教育中心。

## 人口
尼克希奇人口：
- 1981年3月3日 - 50,399
- 1991年3月3日 - 56,141
- 2003年11月1日 - 58,212

族群分布（1991年人口普查）：
- 蒙特內哥羅人 (88.17%)
- 塞爾維亞人 (5.71%)
- 穆斯林 (2.03%)
- 茨岡人 (1.07%)

族群分布（2003年人口普查）：
| 族群         | 數量   | 比例   |
| ------------ | ------ | ------ |
| 蒙特內哥羅人 | 47,154 | 62.63% |
| 塞爾維亞人   | 20,129 | 26.74% |
| 穆斯林       | 7.999  | 10.63% |
| 總計         | 75,282 | 100%   |